# Audun Lysbakken
Audun Bjørlo Lysbakken (født 30. september 1977 i Bergen) er en norsk politiker og formand for Sosialistisk Venstreparti (SV).
Lysbakken er bachelor i fransk og komparativ politik fra Universitetet i Bergen i 1998. Han arbejdede som journalist ved avisen Klassekampen fra 2000 til 2001.
Hans politiske engagement begyndte i Bergen Ungdom mot EU og i Bergen Natur og Ungdom 1995–1996. Han blev aktiv i Sosialistisk Ungdom (SU) og formand for Bergen-afdelingen i 1996, formand for SU i Hordaland fra 1998 til 2000 og landsformand 2000-2002. Fra 1999 til 2000 var han desuden medlem af byrådet i Bergen. Han blev valgt til Stortinget første gang i 2001, men opnåede ikke genvalg i 2005. I stedet blev han næstformand for Sosialistisk Venstreparti i 2006. I 2009 blev han atter indvalgt i Stortinget og blev 20. oktober 2009 udnævnt til minister for børn, ligestilling og inklusion i Jens Stoltenbergs anden regering. Han trak sig fra ministerposten 5. marts 2012. Kun fem dage senere blev han valgt til SVs formand.